# Kokkosaari (ö i Norra Savolax, Norra Savolax, lat 63,59, long 26,74)
Kokkosaari är en ö i Finland. Den ligger i sjön Kiuruvesi och i kommunen Kiuruvesi i den ekonomiska regionen  Övre Savolax ekonomiska region  och landskapet Norra Savolax, i den centrala delen av landet, 400 km norr om huvudstaden Helsingfors. Öns area är 12,9 hektar och dess största längd är 0,7 kilometer i öst-västlig riktning.